# Balearic trance
Balearic trance, también conocido como Ibiza trance, es un subgénero de música trance que evolucionó a partir del Balearic beat. 

## Historia
El sonido Balearic Beat de los años 1988 a 1990 estaba formado por una mezcla de rock psicodélico, europop, italo disco, Chicago house y deep house creándose un estilo propio melódico y cálido al añadir elementos de música de España, principalmente guitarra española.
A mediados de la década de 1990 se fueron tomando elementos del trance, sobre todo del dream trance dando lugar a un sonido bailable pero relajado y profundo.

## Estilo
El Balearic Trance mantiene el mismo estilo "balear" como el Balear Beat pero con bpm alrededor de 125 bpm a 130 bpm, uno de los más bajos de la escena trance. Basado en España, a menudo se deriva de la música latina. Tiene un foco primario en la atmósfera, haciéndolo similar en muchos aspectos al dream trance.

## Artistas destacados
- Chicane
- Energy 52
- Humate
- Roger Shah
- Solarstone
- James Zabiela
- ATB